# Desa Pandan (administrativ by i Indonesien, Jawa Timur, lat -7,07, long 113,32)
Desa Pandan är en administrativ by i Indonesien.   Den ligger i provinsen Jawa Timur, i den västra delen av landet, 700 km öster om huvudstaden Jakarta. Desa Pandan ligger på ön Madura.